# 엘빗 시스템즈

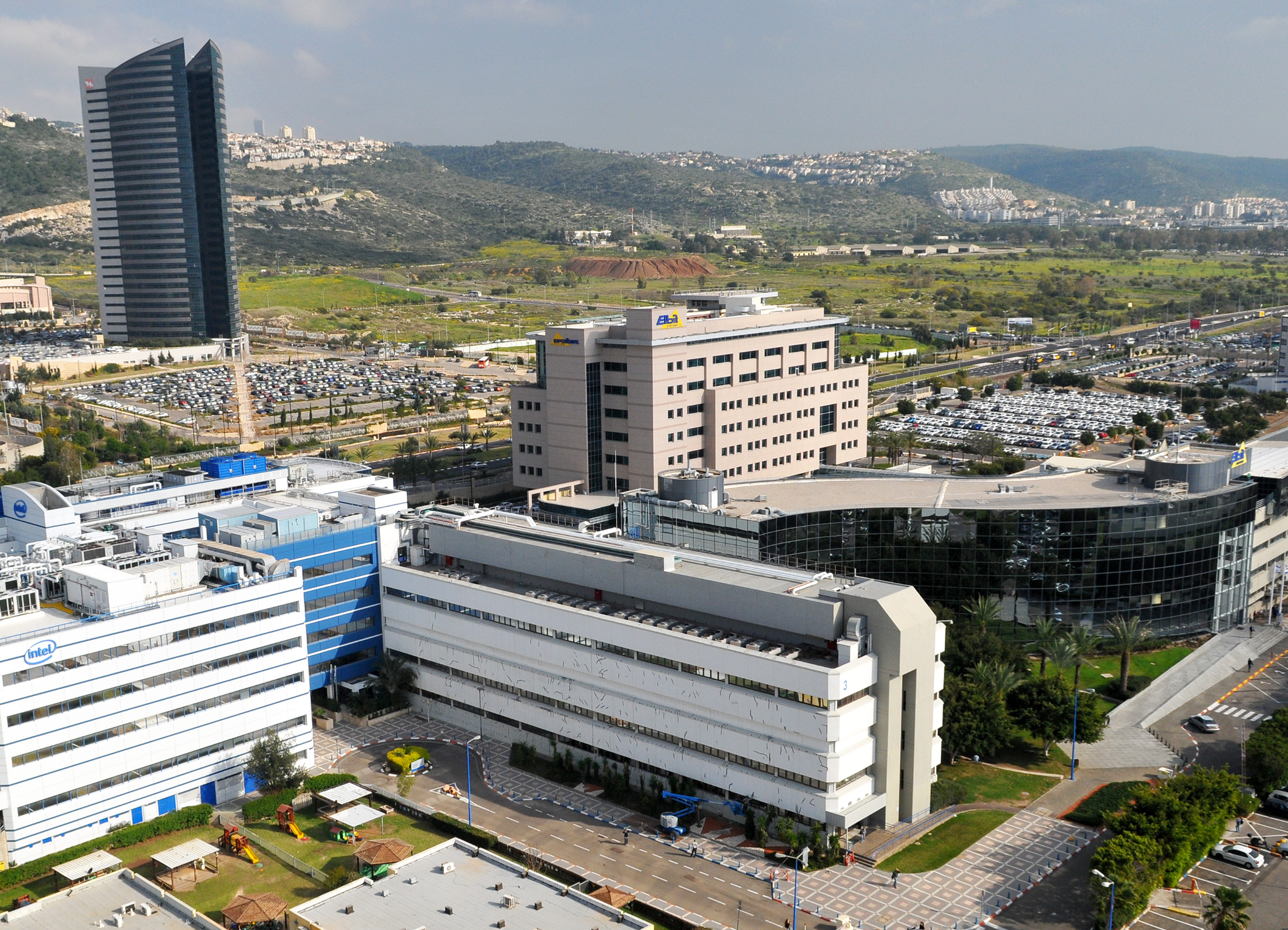

엘빗 시스템즈(Elbit Systems)는 전 세계적인 다양한 프로그램에 참여하는 이스라엘의 국제적 군수기업이다. 엘빗 시스템즈 및 자회사들의 업무 분야는 항공우주, 육군 및 해군 시스템, 지휘, 통제, 통신, 컴퓨터, 인텔리전스 감시, 정찰(C4ISR), 무인 항공기 시스템(UAS), 고급 전기광학, 전기광학 우주 시스템, 전자전 제품군, 신호정보(SIGINT) 시스템, 데이터 링크 및 통신 시스템, 무선이다.
텔아비브 증권거래소와 나스닥에 상장되어 있다.

## 주요 자회사
- Elbit Systems Intelligence and Electro-optics – Elop Ltd.
- Elbit Systems Land and C4I Ltd.
- Elbit Systems EW and SIGINT – Elisra Ltd.
- Elbit Systems – Cyclone Ltd.
- Elbit Security Systems Ltd.
- Kinetics Ltd.
- SCD – Semi-Conductor Devices
- Opgal – Optronics Industries Ltd.
- Elbit Systems of America, LLC
- Elbit Systems Land

## 같이 보기
- 라파엘 어드밴스드 디펜스 시스템스
- 이스라엘의 경제